# 중요한 건 사랑한다는 거야
중요한 건 사랑한다는 거야(L'Important C'est D'Aimer, The Main Thing Is To Love)는 이탈리아에서 제작된 안드레이 줄랍스키 감독의 1975년 영화이다. 로미 슈나이더 등이 주연으로 출연하였다.

## 출연

### 주연
- 로미 슈나이더
- 파비오 테스티

### 조연
- 자크 뒤트롱
- 클로드 다우핀
- 미쉘 로빈
- 니콜레타 마키아벨리
- 클라우스 킨스키

## 제작진
- 원작자: 크리스토퍼 프랭크
- 의상: 캐서린 레터리어